# Chen Yansheng
Chen Yansheng (Guangdong, 1970) es un empresario chino y desde enero de 2016 presidente y propietario del Real Club Deportivo Espanyol de Barcelona en sustitución de Joan Collet. Es también presidente y consejero delegado de la empresa Rastar Group, dedicada a la fabricación de juguetes y videojuegos así como director ejecutivo de la Asociación China de Compañías Cotizadas y vicepresidente de la sección de la industria del juguete de la Cámara de Comercio de China.